# Fernando Meza
Fernando Nicolás Meza, conhecido apenas como Fernando Meza (San Martín, 21 de março de 1990) é um futebolista argentino que atua como zagueiro e lateral. Atualmente, joga no Necaxa.

## Carreira

### San Lorenzo
Formado nas categorias de base do San Lorenzo, Meza fez sua estréia pelo clube em 2 de novembro de 2008, na derrota por 1 a 0 para o Boca Juniors, em jogo do Campeonato Argentino.
Titular absoluto ao lado de Jonathan Bottinelli, sofreu um rompimento das ligações do joelho na derrota por 3 a 0 para o Huracán, ao dividir uma bola com Emiliano Lecina, ficando 1 ano sem jogar.

### Necaxa
Em 10 de junho de 2016, foi anunciado como novo reforço Necaxa, do México.
No dia 27 de janeiro de 2017, o Necaxa anunciou sua saída. Ao todo, jogou 14 jogos pelo clube mexicano e marcou 1 gol.

### Colo-Colo
No dia em que deixou o Necaxa, em 27 de janeiro de 2017, Meza já foi anunciado como novo jogador do Colo-Colo, do Chile, sendo o 3° reforço do clube para a disputa da Libertadores.
Em 4 novembro, sofreu uma vascularização dos ligamentos do joelho e ficou 4 meses fora, retornando em março de 2018.
Em 18 de fevereiro de 2021, foi anunciado seu empréstimo ao Defensa y Justicia.

### Retorno ao Necaxa
Em 7 de dezembro, acertou seu retorno ao Necaxa.

### Atlanta United
No dia 10 de janeiro de 2020, foi anunciado como novo reforço do Atlanta United para a disputa da MLS de 2020.

### Defensa y Justicia
No dia 20 de fevereiro de 2021, foi anunciado seu empréstimo ao Defensa y Justicia até junho, com opção de renovação de empréstimo até dezembro.

### Terceira passagem pelo Necaxa
Em 21 de julho de 2021, foi anunciado o retorno de Meza ao Necaxa, sendo essa a sua terceira passagem pelo clube mexicano.

## Estatísticas
Atualizadas até dia 8 de setembro de 2021.[carece de fontes?]

### Clubes
| Clube              | Temporada         | Campeonato nacional | Campeonato nacional | Copa nacional(a) | Copa nacional(a) | Competição continental(b) | Competição continental(b) | Outros torneios(c) | Outros torneios(c) | Total | Total |
| Clube              | Temporada         | Jogos               | Gols                | Jogos            | Gols             | Jogos                     | Gols                      | Jogos              | Gols               | Jogos | Gols  |
| ------------------ | ----------------- | ------------------- | ------------------- | ---------------- | ---------------- | ------------------------- | ------------------------- | ------------------ | ------------------ | ----- | ----- |
| San Lorenzo        | 2008–09           | 1                   | 0                   | —                | —                | —                         | —                         | —                  | —                  | 1     | 0     |
| San Lorenzo        | 2009–10           | 17                  | 0                   | —                | —                | —                         | —                         | —                  | —                  | 17    | 0     |
| San Lorenzo        | 2010–11           | 12                  | 0                   | —                | —                | —                         | —                         | —                  | —                  | 12    | 0     |
| San Lorenzo        | 2011–12           | 20                  | 0                   | 2                | 0                | —                         | —                         | —                  | —                  | 22    | 0     |
| San Lorenzo        | 2012–13           | 3                   | 0                   | —                | —                | —                         | —                         | —                  | —                  | 3     | 0     |
| San Lorenzo        | Total             | 53                  | 0                   | 2                | 0                | 0                         | 0                         | 0                  | 0                  | 55    | 0     |
| Olimpo             | 2013–14           | 7                   | 0                   | —                | —                | —                         | —                         | —                  | —                  | 7     | 0     |
| Olimpo             | Total             | 7                   | 0                   | 0                | 0                | 0                         | 0                         | 0                  | 0                  | 7     | 0     |
| San Marcos         | 2014–15           | 36                  | 1                   | 5                | 0                | —                         | —                         | —                  | —                  | 41    | 1     |
| San Marcos         | Total             | 35                  | 1                   | 5                | 0                | 0                         | 0                         | 0                  | 0                  | 41    | 1     |
| Palestino          | 2015–16           | 33                  | 3                   | —                | —                | —                         | —                         | —                  | —                  | 33    | 3     |
| Palestino          | Total             | 0                   | 0                   | 0                | 0                | 0                         | 0                         | 0                  | 0                  | 33    | 3     |
| Necaxa             | 2016–17           | 14                  | 1                   | 0                | 0                | —                         | —                         | —                  | —                  | 14    | 1     |
| Necaxa             | Total             | 14                  | 1                   | 0                | 0                | 0                         | 0                         | 0                  | 0                  | 14    | 1     |
| Colo-Colo          | 2016–17           | 10                  | 0                   | —                | —                | —                         | —                         | —                  | —                  | 10    | 0     |
| Colo-Colo          | 2017              | 11                  | 1                   | 2                | 0                | 1                         | 0                         | 1                  | 0                  | 15    | 1     |
| Colo-Colo          | 2018              | 2                   | 0                   | —                | —                | 1                         | 0                         | 0                  | 0                  | 3     | 0     |
| Colo-Colo          | Total             | 23                  | 1                   | 2                | 0                | 2                         | 0                         | 1                  | 0                  | 28    | 1     |
| Necaxa             | 2018–19           | 14                  | 1                   | 4                | 0                | —                         | —                         | —                  | —                  | 18    | 1     |
| Necaxa             | 2019–20           | 19                  | 0                   | 1                | 0                | —                         | —                         | 1                  | 0                  | 21    | 0     |
| Necaxa             | Total             | 33                  | 1                   | 5                | 0                | 0                         | 0                         | 1                  | 0                  | 39    | 1     |
| Atlanta United     | 2020              | 13                  | 0                   | —                | —                | 4                         | 0                         | —                  | —                  | 17    | 0     |
| Atlanta United     | Total             | 13                  | 0                   | 5                | 0                | 4                         | 0                         | 0                  | 0                  | 56    | 1     |
| Defensa y Justicia | 2021              | 7                   | 0                   | 0                | 0                | 3                         | 0                         | 2                  | 0                  | 12    | 0     |
| Defensa y Justicia | Total             | 7                   | 0                   | 0                | 0                | 3                         | 0                         | 2                  | 0                  | 12    | 0     |
| Necaxa             | 2021–22           | 2                   | 0                   | 0                | 0                | 0                         | 0                         | 0                  | 0                  | 2     | 0     |
| Necaxa             | Total             | 2                   | 0                   | 0                | 0                | 0                         | 0                         | 0                  | 0                  | 2     | 0     |
| Total na carreira  | Total na carreira | 221                 | 7                   | 14               | 0                | 9                         | 0                         | 4                  | 0                  | 240   | 7     |

- a.^ Jogos da Copa Argentina, Copa Mexicana e Copa Chilena
- b.^ Jogos da Copa Libertadores da América e Liga dos Campeões da CONCACAF
- c.^ Jogos da Supercopa do Chile, Supercopa do México e Recopa Sul-Americana

## Títulos

### Colo-Colo
- Campeonato Chileno de Futebol: 2017 Transicion
- Supercopa do Chile: 2017 e 2018

### Defensa y Justicia
- Recopa Sul-Americana: 2021